# Lopare
Lopare (in serbo cirillico: Лопаре),  è una città e comune nel nord-est della Bosnia ed Erzegovina, nonché parte della regione di Bijeljina, sotto la giurisdizione della Repubblica Serba con 16.658 abitanti al censimento 2013.

## Popolazione
Il censimento ufficiale del 1991 mostrava i seguenti dati:
Comune di Lopare - totale: 32.537
- Serbi - 18.243 (56,06%)
- Bosgnacchi - 11.990 (36,85%)
- Croati - 1.263 (3,88%)
- Iugoslavi - 583 (1,79%)
- Altri - 458 (1,42%)

Città di Lopare - totale: 1.720
- Serbi - 1.417 (82,38%)
- Bosgnacchi - 114 (6,62%)
- Iugoslavi - 134 (7,79%)
- Croati - 17 (0,98%)
- Altri - 38 (2,20%)

Dopo la guerra la cittadina di Čelić è stata separata dal comune ed è andata a formare una nuova omonima municipalità.
La sua popolazione secondo le stime si attesta sulle 12.000 unità mentre quella di Lopare sarebbe di 18.000 persone.